# Flash ou le Grand Voyage
Flash ou le Grand Voyage est un roman autobiographique français écrit par Charles Duchaussois et publié en 1971 chez  Fayard puis en 1974 chez Le Livre de poche.

## Synopsis
Charles Duchaussois raconte son voyage depuis la France, en passant par le Moyen-Orient, pour arriver en Asie, à la découverte de la drogue et de nouveaux territoires dont Katmandou, au Népal. Le protagoniste se laisse porter au gré des aventures et des rencontres. C'est un voyage rempli de ces dernières qui permet un retour sur soi. Le livre illustre la fin de l'épopée période hippie à la fin des années 1960, quand la vague psychédélique était finie et l'arrivée de drogues dures telles que l'héroïne avait désormais déformé cette contre-culture.

## Adaptation graphique
Plus de quarante ans après la première parution du roman, l'œuvre est adaptée en bande dessinée par Thomas Kotlarek (scénario) et Jef (dessin, couleur),. L'album sort le 12 septembre 2013 aux éditions Des ronds dans l'O  (ISBN 978-2-917237-61-8).